# نادي روبيه
نادي راسينغ روبيه (بالفرنسية: Racing Club de Roubaix)‏ نادي كرة قدم فرنسي. تم تأسيس النادي في سنة 1895 ثم تم حل النادي في 1964.